# Коромхети
Коромхети (груз. კორომხეთი) — село в Кедском муниципалитете Грузии.

## География
Село находится на левом берегу реки Аджарисцкали, на расстоянии в 2 километрах от посёлка городского типа Кеда, административного центра муниципалитета. Абсолютная высота — 300 метров над уровнем моря.

## Население
По данным переписи населения 2014 года, в селе проживает 160 человек.
| Год  | Население | Мужчины | Женщины |
| ---- | --------- | ------- | ------- |
| 2002 | 192       | 95      | 97      |
| 2014 | ↘160      | 84      | 76      |